# Canton de Saint-Joseph (Martinique)
Pour les articles homonymes, voir Canton de Saint-Joseph.
Le canton de Saint-Joseph est une ancienne division administrative française située dans le département et la région de la Martinique.

## Géographie
Ce canton correspondait à la seule commune de Saint-Joseph dans l'arrondissement de Fort-de-France.

## Histoire
À la suite des élections territoriales de décembre 2015 concernant la collectivité territoriale unique de Martinique, le conseil régional et le conseil général sont remplacés par l'assemblée de Martinique. De fait, les cantons disparaissent.

## Représentation
| Période                                                 | Période       | Identité             | Étiquette             | Qualité                                                                                         |
| ------------------------------------------------------- | ------------- | -------------------- | --------------------- | ----------------------------------------------------------------------------------------------- |
| 1958                                                    | 1993 (décès)  | Émile Maurice        | DVD puis UDR puis RPR | Professeur Président du Conseil général (1970-1992) Maire de Saint-Joseph (1959-1993)           |
| 1993                                                    | 2001          | Raymond Saffache     | RPR puis DVD          | Directeur d'école Conseiller régional Maire de Saint-Joseph (1993-2008)                         |
| 2001                                                    | 2008          | Yan Monplaisir       | DVD puis UMP          | Chef d'entreprises                                                                              |
| 2008                                                    | décembre 2015 | Athanase Jeanne-Rose | RDM-DVG               | Employé Maire de Saint-Joseph (2001-2020) Suppléant du député Louis-Joseph Manscour (2002-2007) |
| Les données antérieures ne sont pas encore mentionnées. |               |                      |                       |                                                                                                 |

## Composition
Le canton de Saint-Joseph se composait uniquement de la commune de Saint-Joseph et comptait 16 648 habitants (population municipale) au 1er janvier 2012,.

## Démographie
| 1961 | 1967   | 1974   | 1982   | 1990   | 1999   | 2006   | 2009   | 2012   |
| ---- | ------ | ------ | ------ | ------ | ------ | ------ | ------ | ------ |
| -    | 10 923 | 10 950 | 11 266 | 14 036 | 15 785 | 17 107 | 16 730 | 16 648 |